# Walentin Jordanow

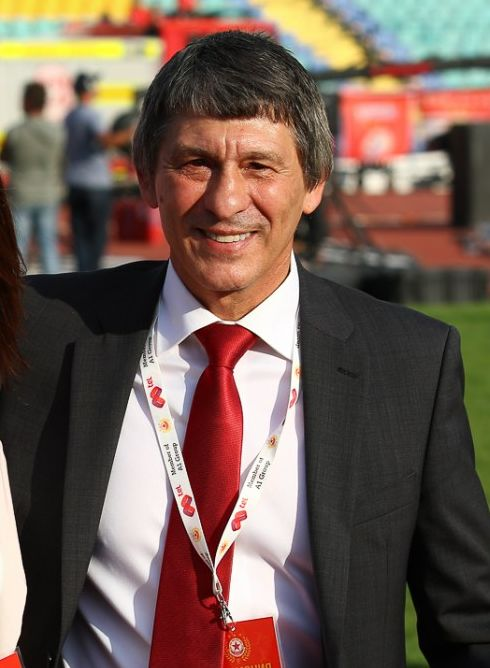
Jordanov (2018)

Walentin Dimitrow Jordanow (auch Valentin Dimitrov Jordanov geschrieben, bulgarisch Валентин Йорданов; * 26. Januar 1960 in Sandrowo, Oblast Russe) ist ein ehemaliger bulgarischer Ringer. Er war Olympiasieger und vielfacher Welt- und Europameister im freien Stil im Fliegengewicht.

## Werdegang
Walentin Jordanow begann im Alter von 10 Jahren in seiner Heimatstadt mit dem Ringen. Er wurde bis 1978 von Georgi Achew trainiert und konzentrierte sich ganz auf den freien Stil. Mit 18 Jahren trat er in die bulgarische Armee ein und wurde Mitglied des zentralen Sportklubs der Armee ZSKA Sofia, wo Jantscho Patrikeew sein Training übernahm. Im weiteren Karriereverlauf kam Jordan Christow als weiterer Trainer hinzu. Während seiner aktiven Zeit war Ringen sein Beruf. Er besuchte am Ende seiner Laufbahn aber die Nationale Sportakademie Sofia (Национална спортна академия „Васил Левски“) und wurde dort zum Trainer für Ringen ausgebildet. Von 1990 bis 1996 lebte und trainierte er in den Vereinigten Staaten. Nach Bulgarien zurückgekehrt, gründete er 1996 den Sportverein Slavia Litex Sofia, dessen Präsident er auch wurde. 1998 wurde er zum Präsidenten des bulgarischen Ringerverbandes gewählt.
Die ersten größeren Erfolge erzielte Walentin Jordanow bereits im Juniorenalter. 1979 kam er zwar bei der Junioren-Weltmeisterschaft (Espoirs) in Ulaanbaatar im Fliegengewicht, der Gewichtsklasse, in der er während seiner gesamten Karriere rang, nur auf den 5. Platz, 1980 wurde er aber in Bursa Junioren-Europameister im Fliegengewicht vor Aslan Seyhanlı aus der Türkei und Ali Nean Gulachmedow aus der Sowjetunion.
Bei den Senioren startete Walentin Jordanow erstmals im Jahre 1981 bei einer internationalen Meisterschaft. Bei der Europameisterschaft in Łódź verlor er aber gegen Hartmut Reich aus der DDR und kam auf den 3. Platz. Im Jahre 1982 gewann er dann in Warna erstmals den Europameistertitel und ließ dabei Lajos Szabó aus Ungarn, Osman Efendiew aus Russland und Hartmut Reich hinter sich. Bei der Weltmeisterschaft dieses Jahres in Edmonton, wo sich Hartmut Reich den Weltmeistertitel holte, schied er aber schon früh aus und kam nur auf den 13. Platz.
1983 wiederholte Walentin Jordanow bei der Europameisterschaft in Budapest seinen Titelgewinn. Er siegte dort vor Šaban Trstena aus Jugoslawien und Władysław Stecyk aus Polen. Im gleichen Jahr wurde er in Kiew auch erstmals Weltmeister. Er besiegte dort im Finale Tosio Asakura aus Japan. Anatoli Beloglasow aus der Sowjetunion und Hartmut Reich kamen auf die Plätze 3. und 4.
1984 musste sich Walentin Jordanow bei der Europameisterschaft in Jönköping mit dem 2. Platz begnügen, weil er dort im Finale von Šaban Trstena nach Punkten (10:5) geschlagen wurde und an den Olympischen Spielen in Los Angeles konnte er wegen des Boykotts dieser Spiele durch die ehemaligen Ostblock-Staaten nicht teilnehmen. Während er also 1984 keinen internationalen Titel gewann, war er im Jahre 1985 umso erfolgreicher. Er wurde in diesem Jahr zunächst in Leipzig Europameister. Dabei genügten ihm Siege über Aslan Seyhanlı, Hartmut Reich und Šaban Trstena zu diesem Titelgewinn, später im Jahr wurde er in Budapest dann auch Weltmeister vor Minatulla Daibow aus der Sowjetunion, Mitsuru Satō aus Japan und Joe Gonzalez aus den Vereinigten Staaten.
Diesen doppelten Titelgewinn konnte er im Jahre 1986 nicht wiederholen. Er wurde zwar in Athen vor Šaban Trstena und Minatulla Daibow wieder Europameister. Bei der Weltmeisterschaft in Budapest verlor er aber gegen den Nordkoreaner Kim Yong-sik und belegte deshalb nur den 3. Platz. Im Jahre 1987 glückte ihm aber dieser doppelte Titelgewinn wieder, denn er wurde in Veliko Tarnovo vor Wladimir Togusow aus der Sowjetunion und Aslan Seyhanlı wieder Europameister und in Clermont-Ferrand besiegte er bei der Weltmeisterschaft im Finale Kim Yong-sik und revanchierte sich damit erfolgreich für die Niederlage von der Weltmeisterschaft 1986.
1988 folgte in Manchester der nächste Europameistertitel für Walentin Jordanow. Er verwies dort Wladimir Togusow und Šaban Trstena auf die Plätze 2 und 3. Der Griff nach der olympischen Goldmedaille missglückte ihm aber in Seoul, denn er belegte dort nur den 8. Platz. Olympiasieger wurde der Japaner Mitsuru Satō vor Šaban Trstena und Wladimir Togusow. 1989 kehrte Walentin Jordanow wieder in die Erfolgsspur zurück. Die Folge waren der Gewinn des Europameistertitels in Ankara vor Michail Kuschnir aus der Sowjetunion, den er im Endkampf relativ knapp mit 5:3 Punkten schlug und Aslan Seyhanlı und der Gewinn des Weltmeistertitels in Martigny vor Wladimir Togusow und Majid Torkan aus dem Iran. Im Finale deklassierte er dabei Togusow mit 7:1 Punkten.
Ab 1990, also ab dem Jahr, in dem er in den Vereinigten Staaten lebte, startete Wladimir Jordanow dann bei keiner Europameisterschaft mehr. Bei den Weltmeisterschaften und Olympischen Spielen war er aber in den nächsten Jahren weiterhin am Start. 1990 und 1991 musste er sich aber jedes Mal mit dem Vize-Weltmeistertitel begnügen. 1990 wurde er in Tokio im Finale von Majid Torkan klar nach Punkten (2:8) geschlagen und auch bei der Weltmeisterschaft 1991 in Warna verlor er den Endkampf und zwar gegen Zeke Jones (Larry Jones) aus den Vereinigten Staaten, der gegen Jordanow mit 6:3 Punkten gewann.
Bei den Olympischen Spielen 1992 in Barcelona gewann er dann endlich eine olympische Medaille. Allerdings nicht die ersehnte goldene, sondern „nur“ die bronzene. Grund war seine Niederlage im Halbfinale gegen Li Hak-Son aus Nordkorea.
Nach dieser Niederlage trat Walentin Jordanow dann in den letzten vier Jahren seiner Karriere einen einzigartigen Siegeszug an. Er verlor bei den Weltmeisterschaften 1993 in Toronto, 1994 in Istanbul und 1995 in Atlanta und bei den Olympischen Spielen 1996 in Atlanta keinen Kampf mehr. Die Folge war der Gewinn von drei weiteren Weltmeistertiteln und zum krönenden Abschluss im Alter von 36 Jahren der Olympiasieg. Seine Hauptrivalen waren in jenen Jahren Gholamreza Mohammadi aus dem Iran, den er in den WM-Finals von 1993 und 1995 besiegte und Namig Abdullajew aus Aserbaidschan, den er im WM-Finale von 1994 und im olympischen Finale von Atlanta (knapp mit 4:3 Punkten) besiegte.
Für seine Erfolge wurde Walentin Jordanow vom Weltringerverband FILA im Jahre 2003 in die „Hall of Fame“ der FILA aufgenommen.

## Internationale Erfolge
| Jahr | Platz  | Wettbewerb                           | Gewichtskl. | Ergebnis |
| 1979 | 2.     | Balkan-Spiele in Jambol              | Fliegen     | hinter Aslan Seyhanlı, Türkei, vor Stefan Gores, Rumänien |
| 1979 | 5.     | Junioren-WM (Espoirs) in Ulaanbaatar | Fliegen     | hinter Iragli Schugajew, UdSSR, George Gunovski, Kanada, R. Willingham, USA u. Dordschdsowdyn Ganbat, Mongolei                                                       |
| 1980 | 1.     | Balkan-Meisterschaften in Istanbul   | Fliegen     | vor Aslan Seyhanlı u. Constantin Ciucioiu, Rumänien |
| 1980 | 1.     | Junioren-EM in Bursa                 | Fliegen     | vor Aslan Seyhanlı u. Ali Nean Gulachmedow, UdSSR |
| 1981 | 3.     | EM in Łódź                           | Fliegen     | nach Sieg über Władysław Stecyk, Polen, Niederlage gegen Hartmut Reich, DDR u. Siegen über Efremow Koce, Jugoslawien u. Fritz Niebler, Bundesrepublik Deutschland    |
| 1982 | 1.     | EM in Warna                          | Fliegen     | vor Lajos Szabó, Ungarn, Osman Efendijew, Sowjetunion u. Hartmut Reich                                                                                               |
| 1982 | 13.    | WM in Edmonton                       | Fliegen     | Sieger: Hartmut Reich vor Osman Efendijew u. Joe Gonzalez, USA |
| 1983 | 1.     | EM in Budapest                       | Fliegen     | vor Šaban Trstena, Jugoslawien, Władysław Stecyk u. Aslan Seyhanlı                                                                                                   |
| 1983 | 1.     | WM in Kiew                           | Fliegen     | vor Tosio Asakura, Japan, Anatoli Beloglasow, UdSSR u. Hartmut Reich                                                                                                 |
| 1984 | 2.     | EM in Jönköping                      | Fliegen     | mit Siegen über Lajos Szabó, Ungarn, Władysław Stecyk, Ferhat Gumustekin, Rüekei u. Thierry Bourdin, Frankreich u. einer Niederlage gegen Šaban Trstena, Jugoslawien |
| 1985 | 1.     | EM in Leipzig                        | Fliegen     | mit Siegen über Aslan Seyhanlı, Hartmut Reich u. Šaban Trstena |
| 1985 | 1.     | WM in Budapest                       | Fliegen     | vor Minatulla Daibow, UdSSR, Mitsuru Satō, Japan u. Joe Gonzalez, USA                                                                                                |
| 1986 | 1.     | EM in Athen                          | Fliegen     | vor Šaban Trstena, Minatulla Daibow u. Nicu Hincu, Rumänien |
| 1986 | 3.     | WM in Budapest                       | Fliegen     | hinter Kim Yong-sik, Nordkorea u. Mitsuru Satō, vor Hartmut Reich und Rho Kyung-sun, Südkorea                                                                        |
| 1987 | 1.     | EM in Veliko Tarnovo                 | Fliegen     | vor Wladimir Togusow, UdSSR, Aslan Seyhanlı, Nicu Hincu u. Stanislaw Kaczmarek, Polen                                                                                |
| 1987 | 1.     | WM in Clermont-Ferrand               | Fliegen     | vor Kim Yong-sik, Mitsuru Satō, Wladimir Togusow u. Tserenbaataryn Enchbajar, Mongolei                                                                               |
| 1988 | 1.     | EM in Manchester                     | Fliegen     | vor Wladimir Togusow, Šaban Trstena, Aslan Seyhanlı, Nicu Hincu u. Herbert Tutsch, BRD                                                                               |
| 1988 | 8.     | OS in Seoul                          | Fliegen     | Sieger: Mitsuru Satō vor Šaban Trstena u. Wladimir Togusow |
| 1989 | 1.     | EM in Ankara                         | Fliegen     | vor Michail Kuschnir, UdSSR, Aslan Seyhanlı u. Thierry Bourdin |
| 1989 | 1.     | WM in Martigny                       | Fliegen     | vor Wladimir Togusow, Majid Torkan, Iran, Constantin Corduneanu, Rumänien und Son Tcheul-seul, Südkorea                                                              |
| 1990 | 2.     | WM in Tokio                          | Fliegen     | hinter Majid Torkan, vor Aslan Agajew, UdSSR, Constantin Corduneanu u. Son Tcheul-seul                                                                               |
| 1991 | 2.     | WM in Warna                          | Fliegen     | hinter Zeke Jones, USA, vor Wladimir Togusow, Constantin Corduneanu u. Mitsuru Satō                                                                                  |
| 1992 | Bronze | OS in Barcelona                      | Fliegen     | hinter Li Hak-Son, Nordkorea u. Zeke Jones, vor Kim Sun-hak, Südkorea, Ahmet Örel, Türkei u. Mitsuru Satō                                                            |
| 1993 | 1.     | WM in Toronto                        | Fliegen     | vor Gholamreza Mohammadi, Iran, Sergei Sambalow, Russland, Zeke Jones, Carlos Valera, Kuba u. Michail Kuschnir                                                       |
| 1994 | 1.     | WM in Istanbul                       | Fliegen     | vor Namig Abdullajew, Aserbaidschan, Gholamreza Mohammadi, Ahmet Özel u. Nourdin Donbajew, Kirgisistan                                                               |
| 1995 | 1.     | WM in Atlanta                        | Fliegen     | vor Gholamreza Mohammadi, Zeke Jones, Namig Abdullajew u. Wladimir Togusow                                                                                           |
| 1996 | Gold   | OS in Atlanta                        | Fliegen     | mit Siegen über Victor Rodriguez, Mexiko, Tschetschenol Mongusch, Russland, Maulen Mamyrow, Kasachstan u. Namig Abdullajew                                           |

## Erläuterungen
- alle Wettkämpfe im freien Stil
- OS = Olympische Spiele, WM = Weltmeisterschaften, EM = Europameisterschaften
- Fliegengewicht, Gewichtsklasse bis 52 kg Körpergewicht